# Финал Кубка Англии по футболу 1880
Финал Кубка Англии по футболу 1880 — футбольный матч, завершавший розыгрыш Кубка Англии сезона 1879/80 и прошедший 10 апреля 1880 года на лондонском стадионе «Кеннингтон Овал». В нём встретились «Клэпем Роверс» и «Оксфорд Юниверсити». «Клэпем Роверс» выиграл со счётом 1:0, единственный мяч забил Клоптон Ллойд-Джонс.

## Отчёт о матче
| Клэпем Роверс | 1:0     | Оксфорд Юниверсити |
| ------------- | ------- | ------------------ |
| Ллойд-Джонс   | (отчёт) |                    |

| Клэпем Роверс | Оксфорд Юниверсити |

| Клэпем Роверс: |                     |  |
|                |                     |  |
| Вр             | Редж Беркетт        |  |
| Защ            | Роберт Оугилви      |  |
| Защ            | Эдгар Филд          |  |
| Хав            | Винсент Вестон      |  |
| Хав            | Норман Бейли        |  |
| Хав            | Артур Стэнли        |  |
| Нап            | Харолд Брум         |  |
| Нап            | Фрэнсис Спаркс      |  |
| Нап            | Феликс Барри        |  |
| Нап            | Эдвард Рэм          |  |
| Нап            | Клоптон Ллойд-Джонс |  |

| Оксфорд Юниверсити: |                           |  |
|                     |                           |  |
| Вр                  | Персивал Парр             |  |
| Защ                 | Клод Уилсон               |  |
| Защ                 | Чарльз Джеймс Стюарт Кинг |  |
| Хав                 | Фрэнсис Филлипс           |  |
| Хав                 | Бертрам Роджерс           |  |
| Хав                 | Реджинальд Томас Хейгейт  |  |
| Нап                 | Джордж Чайлдз             |  |
| Нап                 | Джон Эр                   |  |
| Нап                 | Фрэнсис Крауди            |  |
| Нап                 | Эвелин Гарри Хилл         |  |
| Нап                 | Джон Лаббок               |  |

## Упоминания в художественной литературе
Этот матч был упомянут в анекдоте-пародии, созданном в 2006 году журналистом The Independent Джоном Уолшем, в котором рассказывается «о пяти самых неудачных попытках вмешательства звёзд». В одной из таких «попыток» упоминался Оскар Уайльд, который якобы был игроком «Оксфорда» и упустил верный шанс сравнять счёт на последней минуте. Однако это оказалось явным вымыслом, поскольку Уайльд был известен как ненавистник «мужских видов спорта» (за исключением бокса в университете).